# Bonni Pontén
Bonni Sören Magnus Pontén, född den 31 december 1965, bosatt i Mariestad, sångare och gitarrist i punkbandet Asta Kask. Har även spelat i punkbanden Cosa Nostra och, helt kort, Anti Cimex. Kallas även för Bonta.